# Liophis ceii
Liophis ceii este o specie de șerpi din genul Liophis, familia Colubridae, descrisă de Dixon 1991. A fost clasificată de IUCN ca specie cu risc scăzut. Conform Catalogue of Life specia Liophis ceii nu are subspecii cunoscute.